# Bodegas Barbadillo, S.L.
Las bodegas Barbadillo fueron fundadas hacia 1821 por Benigno Barbadillo y Ortigüela (1783-1837) y su primo Manuel López Barbadillo en Sanlúcar de Barrameda.

## Historia
Nacidos en Covarrubias (provincia de Burgos) con un capital traído con ellos mismos desde México, a consecuencia de la Independencia, tras antes haber tenido un negocio de ultramarinos, ambos socios adquieren la primera bodega, llamada del Toro en 1824.
Después de la muerte de Benigno Barbadillo se separan las dos familias y en 1840, su viuda Mª. Dolores Díez Rodríguez, contrae matrimonio con su pariente y empleado Pedro Rodríguez, que no sólo aumentó el capital de la empresa, sino que creó una bajo su propio nombre. En 1863 Pedro Rodríguez y Manuel Barbadillo Díez constituyeron la sociedad Pedro Rodríguez e Hijo. Posteriormente, el hijo de Manuel López Barbadillo, Antonio Barbadillo Ambrossy, crea su propia empresa. Aumenta su capital gracias a la gran aportación de su mujer Caridad Rodríguez Terán, nieta del acaudalado vinatero Rafael Terán Carreras. 
La firma tomó diversos nombres: Antonio Barbadillo Ambrossy, Antonio Barbadillo S. L., Antonio Barbadillo S. A. hasta su nombre reciente Bodegas Barbadillo S. L., manteniendo quince bodegas de diversos estilos, desde el "tipo catedral" como La Arboledilla, al "tipo granero" como la de Angiolletti , pasando por las de "tipo conventual" como las bodegas  La Compañía y San Agustín.
Actualmente Barbadillo es una de las bodegas más grandes del marco de jerez, y también una de las bodegas más importante de España.  

## Barbadillo vino Blanco
En 1976 nace de mano de Toto Barbadillo, el vino blanco "castillo de San Diego" o más conocido como "Barbadillo" uno de los vinos Blanco referentes en España, consiguiendo en 1995 ser el vino blanco más vendido de España. 

## Productos
Sus marcas más conocidas son la Manzanilla Solear y Mil Pesetas, el Pedro Ximénez La Cilla, el Palo cortado Obispo Gascón y "Castillo de San Diego".
Destaca en un sector elitista Versos 1891 un amontillado viejo del siglo XIX del que sólo se ponen a la venta 100 botellas a un precio de 10 000 euros., siendo galardonado en los Best Awards.

## Reconocimientos
En 2021 recibe la Medalla de la provincia de Cádiz.